# الهیدباه
ال-هیدباه یک منطقهٔ مسکونی در یمن است که در استان حضرموت واقع شده‌است.